# أرغين
أرغين جزيرة في المحيط الأطلسي تابعة لموريتانيا بالقرب من ساحلها الغربي وتقع في وسط خليج حوض أرغين وتبلغ مساحتها 12 كم² وتحيط بالجزيرة عدة صخور وشعاب مرجانية.

## تاريخ الجزيرة
بسبب موقعها الاستراتيجي الهام تعاقب على الجزيرة عدة مستعمرين. أول مستكشف أوروبي كان البرتغالي نونو تريستاو في 1443 الذي حطت سفنه بها وقدم وصفاً لها على شكل رسائل تتحدث عن أهمية السيطرة عليها من قبل الإمبراطورية البرتغالية. وفي 1445 قام الأمير هنري البحار بإنشاء نقطة تجارية على ساحلها الغربي.

بعد ذلك أصبحت الجزيرة تابعة للامبراطورية الأسبانية بعد احتلالها للبرتغال ولكنها سرعان ما أصبحت في يد الهولنديين سنة 1633 بعد هزيمتهم للإسبان في حرب الثمانين سنة.
و استمر الاحتلال الهولندي للجزيرة إلى غاية 1678 ثم تخلوا عنها لفائدة الإنجليز الذين رحلوا عن الجزيرة بعد حرب المئة عام الثانية لتصبح تحت السيطرة الفرنسية لمدة قصيرة.

ثم أصبحت الجزيرة مستعمرة تابعة لدوقية براندنبورغ ثم إلى الإمبراطورية البروسية إلى غاية 1721. ثم تعاقب بعد ذلك الاستعمار الفرنسي ثم الهولندي مرة أخرى للجزيرة قبل أن تتم السيطرة عليها من قبل العشائر الموريتانية ولكن فرنسا عادت مرة أخرى وسيطرت عليها والحقتها بمستعمراتها في غرب أفريقيا مطلع القرن العشرين.

و أخيراً وبعد استقلال موريتانيا سنة 1960 أصبحت الجزيرة تابعة لها وجزءاً من حوض أرغين الذي تعده اليونسكو موقعاً من مواقع التراث العالمي.